# El Carmen, Reforma
El Carmen är en ort i Mexiko.   Den ligger i kommunen Reforma och delstaten Chiapas, i den sydöstra delen av landet, 700 km öster om huvudstaden Mexico City. El Carmen ligger 28 meter över havet och antalet invånare är 2 182.
Terrängen runt El Carmen är platt. Runt El Carmen är det ganska tätbefolkat, med 70 invånare per kvadratkilometer. Närmaste större samhälle är Cunduacán, 19,4 km norr om El Carmen. Omgivningarna runt El Carmen är en mosaik av jordbruksmark och naturlig växtlighet.